# Néstor Togneri
Néstor Rubén Togneri (San Martín, 27 novembre 1942 – San Martín, 8 dicembre 1999) è stato un calciatore argentino, di ruolo centrocampista.

## Carriera

### Club
Iniziò la sua carriera con il Platense nel 1965 per poi passare, nel 1967, all'Estudiantes de La Plata con cui vinse subito il campionato. Con lo stesso club vinse anche tre Coppe Libertadores consecutive (1968, 1969 e 1970) e la Coppa Intercontinentale 1968) ed una Coppa Interamericana sempre nello stesso anno. Nel 1976 si trasferì al Quilmes per poi ritirarsi a fine campionato.

### Nazionale
A livello internazionale ha indossato una sola volta la maglia dell'Argentina partecipando, come riserva, ai Mondiali del 1974.

## Palmarès

### Club

#### Competizioni internazionali
- Coppa Libertadores: 3

Estudiantes: 1968, 1969, 1970
- Coppa Interamericana: 1

Estudiantes: 1968
- Coppa Intercontinentale: 1

Estudiantes: 1968